# Birtiprastoka
Birtiprastoka – gaun wikas samiti w środkowej części Nepalu  w strefie Narajani w dystrykcie Rautahat. Według nepalskiego spisu powszechnego z 2001 roku liczył on 524 gospodarstw domowych i 3201 mieszkańców (1547 kobiet i 1654 mężczyzn).